# Емотикон
Емотикон (енгл. emoticon, од речи  — „емоција”, „осећање” и  — „икона”, „иконица”) је ликовни и графички приказ људског лица којим се изражавају осећања. Најпознатији емотикон је смајли (енгл. smiley), смешко (калк) или смајлић/смешкић (:)), симбол осмеха и среће.

## Историја
Амерички ликовни уметник и тадашњи власник рекламне агенције Харви Бол осмислио је смајлија 1963. приликом спајања осигуравајућег предузећа са мањим друштвом, све у циљу орасположавања запослених узрујаних овим удруживањем.
Обичан смешко је и типографски знак који се прави помоћу двотачке и заграде (:)), често са додатком цртице (:-)). То су прости емотикони. Сложени садрже и друге елементе. У уникоду постоји и посебни смајли ознаке #263A – ☺.
Најстарија забележена употреба емотикона била је 1881. у америчком сатиричном часопису „Пак” (Puck). То су биле графеме сложене од правописних знакова којим се изражавају смех, изненађење, разочарање, љутња. Он је изнесен као шаљива досетка.
Једноставни знакови или симболи који изражавају осећаје и психичка стања користе се у писменој комуникацији, када се на једноставан и лако разумљив начин желе пренети. Смајлији су посебно популарни у комуникацији путем интернета, гдје се највише и користе. На форумима се користе да ублаже потенцијално увредљиве коментаре.

## Приказ
Иако су емотикони познати још од раније, препознатљиве знакове сложене од линеарно поређаних правописних знакова утврдио је 19. септембра 1982. године Скот Фалман, амерички информатичар. Он је на Универзитету Карнеџи мелон у Питсбургу предложио редовну употребу ових знакова, што је убрзо и прихваћено. Следи пренос прве употребе смајлија (на енглеском), као и слободни превод дотичне поруке за непознаваоце енглеског.
```
19-Sep-82 11:44 Scott E Fahlman :-)
From: <Scott E Fahlman Fahlman at Cmu-20c>

I propose that the following character sequence for joke markers:

:-)

Read it sideways. Actually, it is probably more economical to mark
things that are NOT jokes, given current trends. For this, use

:-(

```

```
19. септ. ’82. 11:44 Скот Е. Фалман :-)
Од: <Scott E Fahlman Fahlman at Cmu-20c>

Предлажем следећи спој графема за означавање шала:

:-)

Прочитајте то постранце. Заправо, вероватно је економичније обележавати
ствари које НИСУ шале, узевши у обзир тренутно стање. За то, користите

:-(

```

## Галерија
Једноставни смајлији обично су овакви.
| Типографски смешко | Објашњење                 |
| ------------------ | ------------------------- |
| :-)                | обичан насмејани с носом  |
| :-(                | обичан тужни с носом      |
| :)                 | обичан насмејани без носа |
| :(                 | обичан тужни (љутко)      |

Ликовно представљени емотикони могу бити овакви.
| Смајли | Објашњење           | Примери писања | Примери писања | Примери писања | Примери писања | Примери писања | Примери писања | Примери писања | Примери писања | Примери писања |  |
| ------ | ------------------- | -------------- | -------------- | -------------- | -------------- | -------------- | -------------- | -------------- | -------------- | -------------- |  |
|        | једноставни смешко  | :)             | (:             | :]             | [:             | =)             | (=             | :-)            | (-:            |                |  |
|        | збуњени емотикон    | :S             | S:             | :/             | :\             | /:             | o_O            | O_O            | o.O            | O.O            |  |
|        | једноставни љутко   | :(             | ):             | :[             | ]:             | :'(            | )':            |                |                |                |  |
|        | шокирани емотикон   | :O             | O:             | :o             | o:             |                |                |                |                |                |  |
|        | ругајући емотикон   | :P             | q:             | :p             | :Þ             |                |                |                |                |                |  |
|        | са великим осмехом  | :D             | :]]            | [[:            |                |                |                |                |                |                |  |
|        | илустрација пољупца | :*             |                |                |                |                |                |                |                |                |  |

## Јапански стил
Корисници из Јапана су популаризовали стил емотикона каомоџи (顔文字 kaomoji) који се може разумети без кривљења главе на леву (или десну) страну. Овај стил је настао на „ASCII NET”-у у Јапану 1986. године. Емотикони сличног изгледа су коришћени на „Byte Information Exchange”-у (BIX) у отприлике исто време.
Ови емотикони се обично појављују у формату сличном овом: (*_*). Звездице означавају очи; знак у средини, најчешће доња црта, уста; а заграде, контуре лица.
Различите емоције могу да се изразе мењањем карактера који представљају очи. На пример, „Т” може да се користи за изражавање плакања или туге (T_T). Овај емотикон такође може да значи и ’неимпресиониран/а’. Нагласак на очима се огледа у честој употреби емотикона који су састављени само од очију, на пример ^^ (означава радост или смејање). Израз лица некога ко је под стресом се може дочарати овако: (x_x), док је (-_-) емотикон за нервозу где тачка-зарез представља зној који симболизује анксиозност. Понављање знакова /// може да указује на осрамоћеност симболишући црвењење. Знакови као цртица или тачка могу да замене доњу црту; тачка се обично користи за мања „слатка” уста или представља нос, нпр. (^.^). Алтернативно, уста/нос могу бити изостављени у потпуности, нпр. (^^).
Заграде су често замењене витичастим или угластим заградама, нпр. {^_^} и [О_О]. Врло често, заграде се у потпуности изоставе, нпр. ^^, >.< , o_O, O.O, e_e и/или e.e. Знак навода ", апостроф ' или тачка-зарез ; могу бити додати емотикону да означе анксиозност или осрамоћеност (на исти начин као што се грашка зноја користи у анимеу).